# Orolik
Orolik es una localidad de Croacia en el ejido del municipio de Stari Jankovci, condado de Vukovar-Sirmia.

## Geografía
Se encuentra a una altitud de 89 m s. n. m. a 282 km de la capital nacional, Zagreb.

## Demografía
En el censo 2011 el total de población de la localidad fue de 512 habitantes.
| Gráfica de población de Orolik 1857-2011                            |
|                                                                     |
| Según los censos de población de la oficina estadística de Croacia. |